# Obština Nevestino
Obština Nevestino (bulharsky Община Невестино) je bulharská jednotka územní samosprávy v Kjustendilské oblasti. Leží v západním Bulharsku, u hranic se Severní Makedonií, na severních svazích pohoří Osogovo (na západě) a Vlachina (na východě). Správním střediskem je ves Nevestino, kromě ní zahrnuje obština 21 vesnici. Žijí zde necelé 2 tisíce stálých obyvatel.

## Sídla
- Cărvarica
- Četirci[p 1]
- Dlăchčevo-Sabljar
- Dolna Koznica
- Drumochar[p 1]
- Eremija
- Ilija
- Kadrovica
- Liljač[p 1]
- Mărvodol
- Nedelkova Graštica
- Nevestino (sídlo správy)
- Pastuch
- Pelatikovo
- Rakovo
- Raška Graštica[p 1]
- Smoličano
- Stradalovo
- Tišanovo
- Vaksevo[p 1]
- Vetren
- Zgurovo

## Sousední obštiny
| Růžice kompasu | Kjustendil        | Bobov Dol   | Boboševo   | Růžice kompasu |
| Růžice kompasu |                   | Sever       | Kočerinovo | Růžice kompasu |
| Růžice kompasu | Obština Nevestino |             | Kočerinovo | Růžice kompasu |
| Růžice kompasu | Jih               |             | Kočerinovo | Růžice kompasu |
| Růžice kompasu |                   | Blagoevgrad |            | Růžice kompasu |

## Obyvatelstvo
V obštině žije 1 642 stálých obyvatel a včetně přechodně hlášených obyvatel 1 980. Podle sčítáni 1. února 2011 bylo národnostní složení následující:
- Bulhaři: 2 766 (99.2 %)
- Romové: 12 (0.4 %)
- Turci: 2 (0.1 %)
- ostatní: 9 (0.3 %)